# Einfarbschwalbe
Der Einfarbschwalbe (Ptyonoprogne concolor, Syn.: Hirundo concolor; Cotyle concolor) ist eine Vogelart aus der Familie der Schwalben (Hirundinidae).

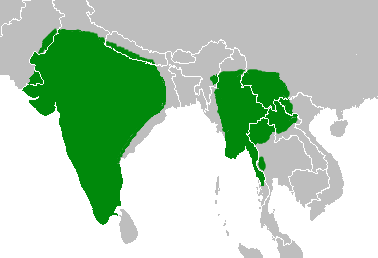
Vorkommen der Einfarbschwalbe

Der Vogel kommt in China, Indien, Indochina, Myanmar und Thailand vor.
Der Lebensraum umfasst Gebirge mit Klippen und Schluchten, auch Mauern und Gebäude in Menschennähe bis 1800 m Höhe.
Der Artzusatz kommt von lateinisch concolor, concoloris ‚gleichfarben, einfarben‘.
Dieser Vogel ist ein Standvogel, Irrgast in Sri Lanka und wohl auch in Borneo.

## Merkmale
Die Art ist 13–14 cm groß und wiegt 12–14 g. Die Schwalbe ist gleichförmig rußig-braun, manchmal bis schwärzlich, an der Unterseite etwas blasser. Der Schwanz ist rechteckig mit charakteristischen runden weißen Flecken auf allen mit Ausnahme der mittleren und den beiden äußeren Schwanzfedern, bei aufstellenden oder abdrehenden Flugmanövern gut zu sehen. Kehle, Kinn und Nacken sind gelblich-braun mit schwärzlicher Strichelung, die Unterflügeldecken sind dunkel braun. Die Geschlechter unterscheiden sich nicht. Jungvögel haben rotbraune bis graue Federränder und eine blassere Kehle.
Der Vogel unterscheidet sich von der Felsenschwalbe (Ptyonoprogne rupestris) und der Steinschwalbe (Ptyonoprogne fuligula) durch die wesentlich dunklere Färbung und gleichmäßig dunkle Unterseite.

## Geografische Variation
Es werden folgende Unterarten anerkannt:
- P. c. concolor (Sykes, 1832), Nominatform – Indien
- P. c. sintaungensis (E. C. S. Baker, 1933), – Myanmar, Nordthailand, Südchina und Nordindochina, dunkler, fast schwarz auf dem Rücken mit dunklerer, brauner Unterseite

## Stimme
Der Ruf wird als Zwitschern, der Kontaktruf als sanftes „chit chit“ im Fliegen beschrieben.

## Lebensweise
Die Nahrung besteht aus fliegenden Insekten, die einzeln oder paarweise, gelegentlich in kleinen Gruppen, oft auch zusammen mit anderen Schwalben in der Nähe von Klippen oder alten Gebäuden gejagt werden. Der Flug ist langsam mit häufigen Gleiteinlagen.
Die Brutzeit liegt zwischen Januar und Oktober, hauptsächlich zwischen Februar und März und nach der Regenzeit in Indien zwischen Juli und August, in Pakistan zwischen Februar und Mai sowie Juli und Oktober, in Südostasien zwischen März und April.
Das Nest wird aus Lehm seitlich an eine (Fels)wand geklebt, einzeln oder bei genügend Platz in kleinen Gruppen. Beide Elternvögel bauen das Nest und legen es mit trockenem Gras und Federn aus bis 30 m über dem Erdboden. Nester werden gerne wiederverwendet. Das Gelege besteht aus 2–4 weiße, fein in rötlichem Braun gefleckten und gepunkteten Eiern. Beide Elternvögel teilen sich die Aufgaben.

## Gefährdungssituation
Der Bestand gilt als „nicht gefährdet“ (Least Concern).